# Elfenseeschwalbe
Die Elfenseeschwalbe (Gygis microrhyncha) ist eine Vogelart aus der Ordnung der Regenpfeiferartigen (Charadriiformes). Sie gilt häufig als Unterart der Feenseeschwalbe (Gygis alba), manche Autoren sowie BirdLife International und die IUCN unterstützen jedoch die Klassifizierung als eigenständige Art.

## Merkmale
Die Elfenseeschwalbe erreicht eine Größe von 23 cm, eine Flügelspanne von 76 bis 80 cm und ein Gewicht von 77 bis 122 g. Das Gefieder ist allgemein weiß ohne jahreszeitliche oder geschlechtsspezifische Variationen. Von der Feenseeschwalbe unterscheidet sie sich durch ihre geringere Größe, eine flachere Schwanzkerbung, einen intensiver schwarzen Augenring sowie eine weißliche Handschwingenschäfte. Durch die intensive dunkle Färbung und den Ring erscheinen die Augen groß. Im Flug erscheinen Flügel und Schwanz häufig durchschimmernd. Der schwarze Schnabel weist gelegentlich einen winzigen blauen Sockel auf. Er ist scharf gespitzt und der distale Teil des Unterschnabels ist leicht nach oben gebogen. Beine und Füße sind schieferblau mit gelblichen bis weißen Schwimmhäuten. Die juvenilen Vögel ähneln den Altvögeln, abgesehen von den Körper- und Schwungfedern, die unterschiedlich braun gefranst sind. Die Schnabelbasis ist schwarz und hinter den Augen kann sich ein schwarzer Fleck befinden.

## Lautäußerungen
Unterschiede zur Feenseeschwalbe sind nicht bekannt. Eine stimmliche Kommunikation zwischen Küken und Altvögeln ist kaum vorhanden. Kleine Küken geben gelegentlich ein weiches Piepsen von sich, wenn die Eltern mit Nahrung zum Nest zurückkehren, die Altvögel reagieren jedoch stimmlich nicht darauf.

## Verbreitung und Lebensraum
Die Elfenseeschwalbe brütet auf den Marquesas, insbesondere von Eiao bis Fatu Hiva, und offenbar auch auf den Phoenixinseln sowie auf den Line Islands. Ferner könnte es sich bei Vögeln auf Kiribati, die man zuvor für Feenseeschwalben gehalten hatte, um Elfenseeschwalben handeln. Sie ist ein Zugvogel, der auf seinen Wanderungen die Hawaii-Inseln erreicht.
Die Elfenseeschwalbe bewohnt Koralleninselchen, in der Regel mit Vegetation. Die Nester werden auf Bäumen, Sträuchern und an Felshängen oder Klippen errichtet. Sie ist kein Hochseevogel, sondern geht in der Regel über den Gewässern nahe ihren Brutinseln auf Nahrungssuche.

## Fortpflanzungsverhalten
Das Fortpflanzungsverhalten ist nur wenig erforscht, obwohl es in vielerlei Hinsicht dem der Feenseeschwalbe ähnelt. Die Brutsaison auf Hatu Iti in den Marquesas umfasst sowohl den März als auch den September. Auf Hatutu im gleichen Archipel wurden nistende Vögel im Juni und August beobachtet, jedoch nicht im November, während Eier im Juli und Jungvögel im März auf dem Sorol-Atoll in den Westkarolinen entdeckt wurden. Auf dem Sapwuahfik-Atoll (Ngatik) nisten die Seeschwalben in Kokospalmen und Schraubenbäumen. Weitere Angaben zum Fortpflanzungsverhalten sind nicht bekannt. Zwischen Elfenseeschwalbe und Feenseeschwalbe können Hybride entstehen.

## Status
Die Elfenseeschwalbe wird von der IUCN als „nicht gefährdet“ (least concern) klassifiziert. Mehr als 1000 Paare brüteten auf Hatutu in den Marquesas im Jahr 2010. Insgesamt wird der Bestand als stabil angesehen. Jedoch gibt es Hinweise auf einen Rückgang auf Pohnpei in den Ostkarolinen zwischen Anfang der 1980er und Mitte der 1990er Jahre, wo in Höhenlagen oberhalb 200 m zwei bis sechs Individuen pro Stunde und in Höhenlagen unterhalb 200 m ein bis zwei Individuen gezählt wurden. Im letzteren Fall dürften wahrscheinlich Ratten oder andere eingeschleppte Beutegreifer der Hauptgrund für den Rückgang gewesen sein. In der Vergangenheit kam die Elfenseeschwalbe auch auf Mangaia in den Cookinseln vor, hier verschwand sie jedoch einige Zeit nach der Besiedelung. Eine ehemalige Präsenz auf der Osterinsel basiert auf Falschinformationen. Weitere Studien über die Ökologie, den Bestand und den Schutz dieser Art sind dringend erforderlich.